# Canal Tolo
Canal Tolo ou Chek Mun Hoi Hap (em chinês : 赤门海峡) é um canal ao sul de Plover Cove no distrito de Tai Po, Hong Kong, conectando o Porto de Tolo com Baía de Mirs, onde é chamado Canal do Norte. Seu nome significa "Portão Vermelho Chek Mun". Hoi Hap é o termo moderno para o canal marítimo e portão vermelho pelas distintas rochas sedimentares de cor avermelhada (ricas em ferro), ao seu norte. 

## Geologia
O canal é a mais óbvia falha geológica de Hong Kong, a falha exibe-se em direção sudoeste, através de Tide Cove e Lai Chi Kok. As rochas no norte do canal são sedimentares enquanto as do sul são mais ígneas. As rochas ao longo da costa norte do canal Tolo são as mais antigas de Hong Kong. 